# Alquife
Alquife er en by og kommune i det sydøstlige Spanien i provinsen Granada. Den har et indbyggertal på 557 (2024) indbyggere.